# Spinning Out
Spinning Out ist eine US-amerikanische Drama-Serie von Samantha Stratton, die am 1. Januar 2020 Premiere auf Netflix hatte. Die Serie wurde nach einer Staffel eingestellt.
Die junge Eiskunstläuferin Kat Baker (dargestellt von Kaya Scodelario) hat nach einem schweren Sturz Hemmungen auf dem Eis. Zudem wird sie von ihrer Mutter verstoßen, die ebenso wie sie unter einer bipolaren Psychose leidet. Als sie die Chance auf einen Neustart als Paarläuferin mit ihrem Jugendfreund Justin Davis hat, versucht sie diese Erkrankung weiterhin zu verbergen.

## Besetzung
- Kaya Scodelario als Kat Baker, eine Eiskunstläuferin, die an einer bipolaren Störung erkrankt ist
- Willow Shields als Serena Baker, Kats jüngere Halbschwester
- Evan Roderick als Justin Davis, ein Paar-Eiskunstläufer aus reicher Familie
- David James Elliott als James Davis, Justins Vater
- Sarah Wright Olsen als Mandy Davis, Justins Stiefmutter und James zweiter Ehefrau
- Svetlana Efremova als Dasha Fedorova, Justin und Kats Trainerin
- Amanda Zhou als Jenn Yu, Kats beste Freundin und ebenfalls Eiskunstläuferin
- Mitchell Edwards als Marcus Holmes, Kats Arbeitskollege
- Kaitlyn Leeb als Leah Starnes, eigentlich designierte Lauf-Partnerin von Justin
- Will Kemp als Mitch Saunders, Serenas Trainer
- January Jones als Carol Baker, Kat and Serenas Mutter, die ebenfalls unter einer bipolaren Störung leidet
- Johnny Weir als Gabe, Leahs Eislaufpartner

Zahlreiche (teils ehemalige, teils aktive) Mitglieder des kanadischen Eiskunstlauf-Nationalteams wirkten als Doubles mit, darunter Michelle Long, Elizabeth Putnam und Evelyn Walsh für Kaya Scodelario als Kat, Dylan Moscovitch und Trennt Michaud für Evan Roderick als Justin und Madeline Schizas für Kaitlyn Leeb als Leah.